# TOBA
TOBA (англ. torsion-bar antenna) — новая схема детектора гравитационных волн, предложенная М. Андо и др. в 2010. Предложенный дизайн состоит из двух длинных тонких стержней, подвешенных как торсионные маятники в виде креста. Их дифференциальный угол (чувствительный к приливным силам гравитационных волн) будет сравниваться при помощи набора оптических углублений с зеркалом на каждом углублении, фиксирующим два конца каждого стержня. Такой детектор мог бы использоваться в космосе и на Земле.
Предполагаемый диапазон, в котором детектор окажется наиболее чувствительным, имеет центр около 1 Гц, что сравнимо с DECIGO. Такой диапазон дополнит текущие наземные, лазерно-интерферометрические детекторы (чья чувствительность высока в диапазоне 10-100 Гц и несколько кГц, например у LIGO или VIRGO), а также будущие космические лазерно-интерферометрические детекторы (например LISA, чья зона чувствительности имеет центр на 10−4 Гц).